# Huang Xiaoyu
Huang Xiaoyu (en chino: 黄晓瑜; 1971) es una deportista china que compitió en halterofilia. Ganó tres medallas de oro en el Campeonato Mundial de Halterofilia entre los años 1987 y 1989.

## Palmarés internacional
| Campeonato Mundial | Campeonato Mundial             | Campeonato Mundial | Campeonato Mundial |
| Año                | Lugar                          | Medalla            | Categoría          |
| ------------------ | ------------------------------ | ------------------ | ------------------ |
| 1987               | Daytona Beach (Estados Unidos) | Medalla de oro     | 48 kg              |
| 1988               | Yakarta (Indonesia)            | Medalla de oro     | 48 kg              |
| 1989               | Mánchester (Reino Unido)       | Medalla de oro     | 48 kg              |